# Geografia da Grã-Bretanha

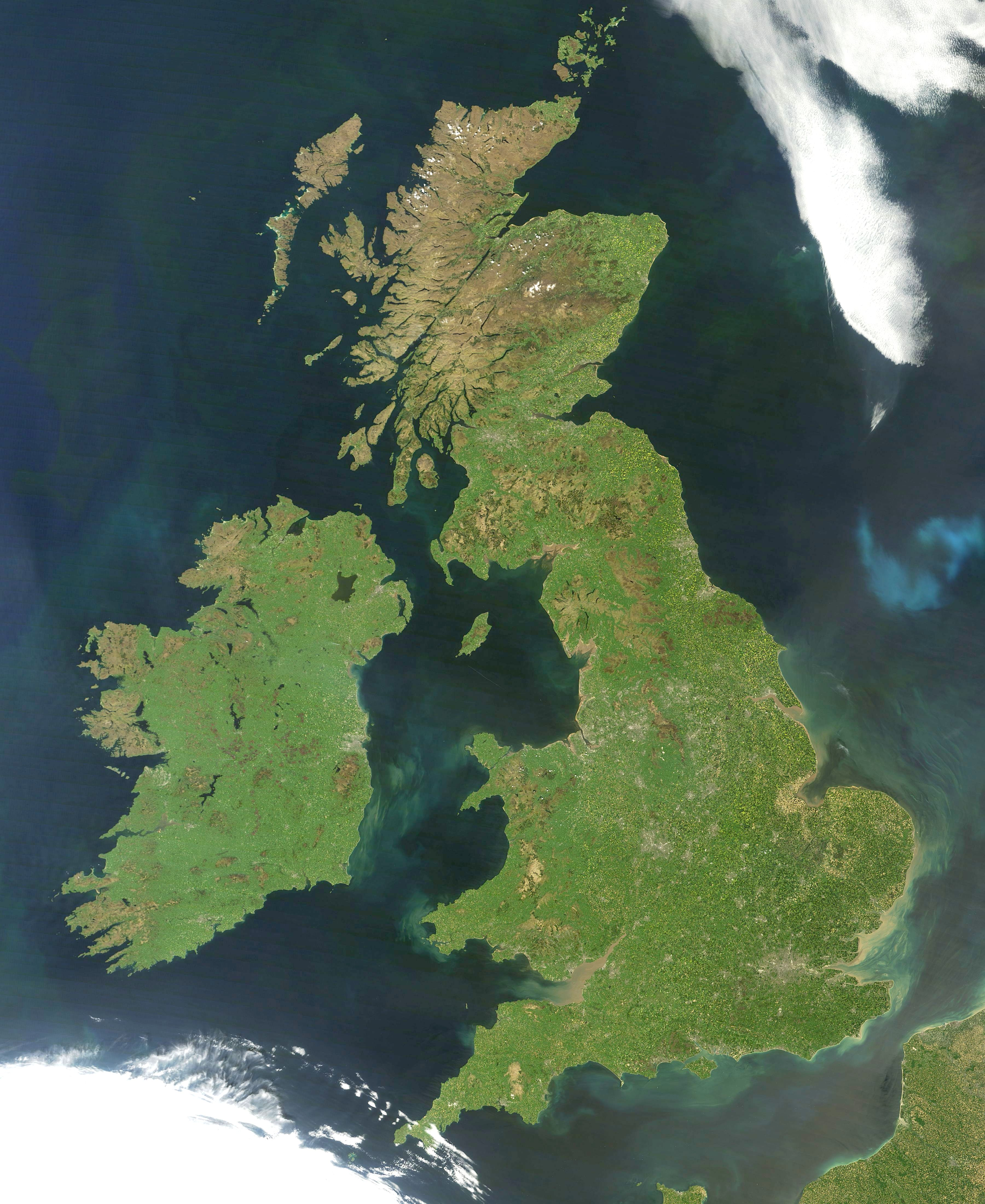
Imagem de satélite da Grã-Bretanha. Essa imagem foi retirada da própria Wikipedia.População: 60.800.000 (2011)
Densidade: 248 hab./km²Pertencente: Reino Unido

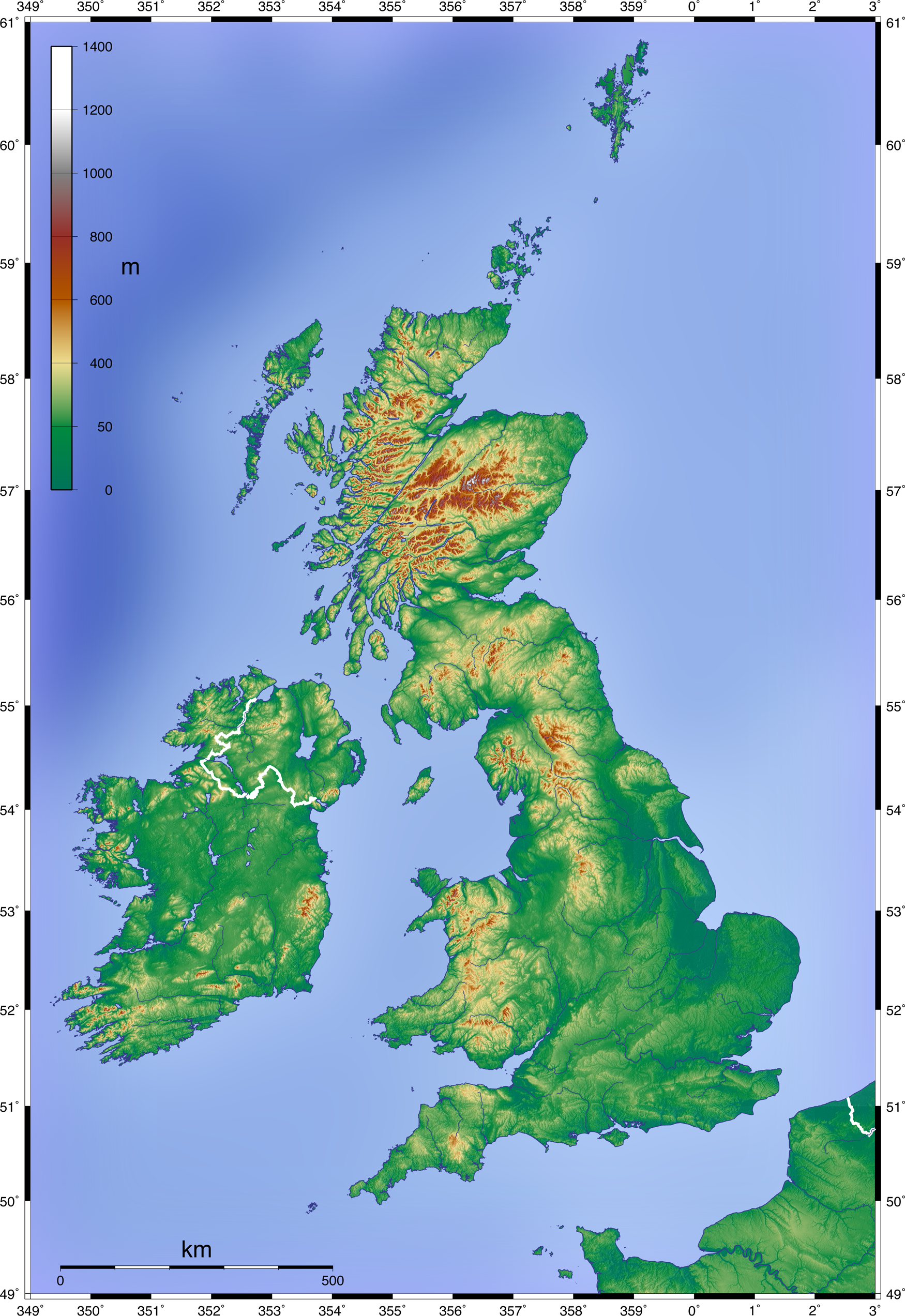
Mapa topográfico da ilha da Grã-Bretanha e da Irlanda e Irlanda do Norte. Essa imagem foi retirada da própria Wikipedia.Regiões da Grã-Bretanha:

A Grã-Bretanha não é o Reino Unido, é a ilha constituída pela Inglaterra, localizada no sul da ilha, Escócia, localizada no norte da Grã-Bretanha e o País de Galês, localizado no oeste. Seu tamanho é de 209.331 quilômetros quadrados, sendo a maior ilha do continente europeu. O país mais próximo da ilha (sem contar os próprios países da ilha) é a França. É banhada pelo Oceano Atlântico e pelo Mar do Norte.

## Clima
O clima da Grã-Bretanha é classificado como temperado oceânico. Ou seja, de acordo com o clima da Europa, o clima da Grã-Bretanha é relativamente tranquilo. Não tem temperaturas muito altas no verão e nem muito baixas no inverno. A temperatura média do ano normalmente fica na perto dos 10 graus célsius, mas por conta do aquecimento global, pode aumentar.

## Topografia
A Inglaterra, é o país mais baixo e mais plano que o resto da Grã-Bretanha, mas tem duas divisões principais em seu território. As áreas mais baixas, localizadas no sul e as áreas mais acidentadas e altas localizadas no norte da ilha. A Ânglia Oriental é a parte mais baixa da Inglaterra, sem nenhuma montanha ou colina. É o lugar onde fica localizado o ponto mais baixo da do país (Inglaterra), os Fens. A área mais alta da Inglaterra é o noroeste, estando presentes várias colinas e montanhas, incluindo o ponto mais alto do país, Scafell Pike (que não é o monte mais alto da Grã-Bretanha, que é o Ben Nevis, localizado na Escócia).

Bandeira da Grã-Bretanha. Essa imagem foi retirada da própria Wikipedia.A cruz vermelha representa a bandeira da Inglaterra e a parte em azul, no fundo, e o X branco representa a bandeira da

1. ↑  «Clima - Inglaterra| Guia de Destinos EF». www.ef.com.br. Consultado em 23 de agosto de 2023